# أكي بيرسون
أكي بيرسون (بالسويدية: Åke Persson)‏ هو عازف جاز سويدي، ولد في 25 فبراير 1932 في هسلهولم في السويد، وتوفي في 5 فبراير 1975 في ستوكهولم في السويد.

## وصلات خارجية
- أكي بيرسون على موقع ميوزك برينز (الإنجليزية)
- أكي بيرسون على موقع أول ميوزيك (الإنجليزية)
- أكي بيرسون على موقع ديسكوغز (الإنجليزية)